# Shōgo Nakajima
Shōgo Nakajima (jap. 中島 彰吾, Nakajima Shōgo; * 26. Oktober 1993 in Kushiro, Hokkaidō) ist ein japanischer Eishockeyspieler, der seit 2019 bei den Ōji Eagles (ab 2022: Red Eagles Hokkaido) aus der Asia League Ice Hockey unter Vertrag steht.

## Karriere
Shōgo Nakajima begann mit dem Eishockey an der Chūō-Universität, für deren Team er von 2011 bis 2016 in der Japan Ice Hockey League spielte. 2016 wechselte er zu den Nippon Paper Cranes in die Asia League Ice Hockey und wurde in seiner Premierensaison zum Rookie of the Year gewählt. Seit 2019 spielt er mit den Ōji Eagles, die sich seit 2022 Red Eagles Hokkaido nennen, in der Asia League. 2020 wurde er als Topscorer der Liga auch in deren First-All-Star-Team gewählt. 2023 war er erneut Topscorer der Liga und zudem auch bester Vorlagengeber.

### International
Für Japan nahm Nakajima bereits am IIHF Challenge Cup of Asia 2012, bei dem das Team hinter den russischen MHL Red Stars die Silbermedaille gewinnen konnte, teil. Im Folgejahr spielte er mit den japanischen Junioren bei der U20-Weltmeisterschaft 2013, als er gemeinsam mit seinem Landsmann Makuru Furuhashi drittbester Scorer hinter den Niederländern Tony Ras und Danny Stempher war, in der Division II. Zudem vertrat er das Land der aufgehenden Sonne bei den Winter-Universiaden 2013 im Trentino und 2015 in Granada.
Sein Debüt in der Herren-Nationalmannschaft gab Koizuma bei der Weltmeisterschaft 2017, bei der seine Mannschaft in der Gruppe B der Division I antrat. Auch bei den Weltmeisterschaften 2018, als er mit 73,9 % die beste Bully-Bilanz des Turniers erreichte, den Weltmeisterschaften 2022 und Weltmeisterschaften 2023 spielte er in der Division I.  Zudem vertrat er seine Farben bei der Olympiaqualifikation für die Winterspiele in Peking 2022.

## Erfolge und Auszeichnungen
- 2013 Aufstieg in die Division I, Gruppe B, bei der U20-Junioren-Weltmeisterschaft der Division II, Gruppe A
- 2016 Rookie of the Year der Asia League Ice Hockey
- 2018 Beste Bully-Bilanz bei der Weltmeisterschaft der Division I, Gruppe B
- 2020 Topscorer und First-All-Star-Team der Asia League Ice Hockey
- 2023 Topscorer und bester Vorbereiter der Asia League Ice Hockey
- 2023 Aufstieg in die Division I, Gruppe A, bei der Weltmeisterschaft der Division I, Gruppe B

## Asia-League-Statistik
(Stand: Ende der Saison 2022/23)